# هيديو أوكاموتو (مجدف)
هيديو أوكاموتو (باليابانية: 岡本 秀雄) هو مجدف ياباني، ولد في 20 يوليو 1948.

## وصلات خارجية
- هيديو أوكاموتو على موقع الاتحاد الدولي للتجديف (الإنجليزية)
- هيديو أوكاموتو على موقع اللجنة الأولمبية الدولية (الإنجليزية)
- هيديو أوكاموتو على موقع أوليمبيديا (الإنجليزية)